# Narancsolaj
A narancsolaj a narancs (Citrus sinensis) gyümölcsének héjában lévő sejtek által termelt illóolaj. A legtöbb illóolajjal szemben általában melléktermékként állítják elő, méghozzá a narancslé centrifugálással történő gyártása során. Jelentős részben, több mint 90%-ban d-limonénből áll, ezért gyakran használják a tiszta d-limonén helyettesítésére. A d-limonén a narancsolajból desztilláció útján kivonható.

## Összetevők

A limonén szerkezeti képlete

A narancsolaj összetétele változó: függ a régiótól és az évszaktól, illetve a kiválasztás módszerétől. Gázkromatográf-tömegspektrometria felhasználásával a narancsolaj több száz összetevőjét azonosították. Ezek többsége a terpéncsoportba tartozik, legnagyobb arányban pedig a limonén van jelen. Szintén fontos összetevők a hosszú szénláncú alifás szénhidrogén-alkoholok és az aldehidek, például az 1-Oktanol és az oktanál. A szinenzetin jelenléte magyarázza a narancssárga színt.
| Összetevő           | Olasz narancsolaj Koncentráció [%] | Valenciai narancsolaj Koncentráció [%] | Valenciai narancsolaj Koncentráció [%] | Valenciai narancsolaj Koncentráció [%] |
| ------------------- | ---------------------------------- | -------------------------------------- | -------------------------------------- | -------------------------------------- |
| Limonén             | 93,67                              | 91,4                                   | 95,17                                  | 97,0                                   |
| α-pinén             | 0,65                               | 1,4                                    | 0,42                                   | —                                      |
| Szabinén és β-pinén | 1,00                               | 0,4                                    | 0,24                                   | —                                      |
| Mircén              | 2,09                               | 4,3                                    | 1,86                                   | 0,03                                   |
| Oktanál             | 0,41                               | —                                      | —                                      | —                                      |
| Linalool            | 0,31                               | 0,8                                    | 0,25                                   | 0,3                                    |
| 8-3-karén           | 0,31                               | —                                      | —                                      | —                                      |
| Dekanál             | 0,27                               | 0,4                                    | 0,28                                   | —                                      |

## Felhasználás
Az Egyesült Államokban, pontosabban Kaliforniában és Floridában a 
d-linolént termeszirtásra használják.
A narancsolajat emellett hangyairtásra is használják. Az olaj használatával eltörölhetők a hangyák feromonnyomai. Az olaj oldja a hangyák külső vázát, segíthet a hangyakolónia felszámolásában, illetve megelőzheti a hangyák későbbi betelepedését is.

## Veszélyek
A limonén, amely a narancsolaj fő összetevője, enyhe irritáló hatású, mivel oldja a bőr védő hatású olajait. A narancsolaj ipari felhasználása során védőkesztyű viselendő. 
A limonén továbbá gyúlékony.

## Fordítás
- Ez a szócikk részben vagy egészben  az   Orange oil című angol Wikipédia-szócikk ezen változatának fordításán alapul.  Az eredeti cikk szerkesztőit annak laptörténete sorolja fel. Ez a jelzés csupán a megfogalmazás eredetét és a szerzői jogokat jelzi, nem szolgál a cikkben szereplő információk forrásmegjelöléseként.